# Државни пут 440
Државни пут IIБ реда 440 је локални пут у јужној Србији који повезује Мачкатицу са Сурдулицом.

## Траса пута
| \| \| \| \| Везе \| \| -- \| --------- \| \| ----------------------- \| \| 0 \| Житорађе \| \| Владичин Хан, Сурдулица \| \| 19 \| Мачкатица \| \| \| |           |  |                         |
| |           |  | Везе                    |
| 0 | Житорађе  |  | Владичин Хан, Сурдулица |
| 19 | Мачкатица |  |                         |